# Дієса
Дієса (дав.-гр. δίεσις; лат. diesis) — один з найменших музичних інтервалів. Дорівнює приблизно чверті цілого тону. Від дієси слід відрізняти етимологічно споріднений дієз.

## Історичні відомості
Найдавніше із збережених історичних свідчень про дієсу належить Філолаю, який визначає її як залишок від віднімання трьох тонів від квінти або двох тонів з кварти; таким чином, у трактуванні Філолая дієса — малий піфагорійський півтон діатонічного тетрахорду, або ліма. Пізніше, Аристоксен називає даєсою 3 мікроінтервали різної величини: (1) енармонічна (тетартеморна) дієса дорівнює чверті цілого тону, (2) дієса м'якої хроми (тритеморна) дорівнює третині тону, (3) дієса полуторної хроми дорівнює 3/8 цілого тону (геміольна дієса). Причому енармонічну дієсу (1/4 тону) він вважає найменшим інтервалом, який можна виконати і сприйняти слухом. Тетартеморна і тритеморна дієси також зустрічаються в трактатах пізньоантичних арістоксеніків Клеоніда і Гауденція, а також у Теона Смирнського (з посиланням на Адраста). Арістід Квінтіліан (III–IV ст. н. е.), в цілому дотримуючись енармонічної дієси в традиціях Аристоксена, звертає увагу на те, що дієси не рівні.
Латинської античної традиції Арістоксена повністю дотримується Марціан Капела. Боецій у трактаті «Основи музики» розрізняє дієсу «древніх» (півтоновий інтервал у діатонічному тетрахорді) і дієсу енармонічного роду, визначену ним як половину півтона (diesis autem est semitonii dimidium). В іншому місці того ж трактату енармонічну дієсу він називає «діасхізмою». Розуміння дієси як чверті тону було центральним у Середні століття і надзвичайно поширеним в епоху Відродження. Дієса описувалася як невід'ємна частина одноголосної і багатоголосної музики, як інтервал, надає музичній інтонації особливу виразність і вишуканість.
Сучасні значення терміна дієси, що встановилися в музичній акустиці Нового часу, мають мало відношення до найдавніших.

## Мала дієса
Оскільки велика терція містить два цілих тону, а октава — 6 тонів, можна очікувати, що три великі терції дадуть одну октаву. Це справедливо для рівномірно темперованого строю. Однак в натуральному і середньотоновому строях залишається невеликий інтервал, названий малою дієсою.
Чиста велика терція має відношення частот {\displaystyle {\frac {5}{4}}}; відповідно три терції {\displaystyle \left({\frac {5}{4}}\right)^{3}={\frac {125}{64}}}.
Октава має відношення {\displaystyle {\frac {2}{1}}={\frac {128}{64}}} дещо більше. Різниця становить {\displaystyle {\frac {128}{125}}\approx 41{,}06\;\mathrm {Cent} }.

## Велика дієса
Оскільки мала терція містить 3 півтони, а октава — 12 півтонів, можна очікувати, що чотири малі терції дадуть в сумі одну октаву. Це справедливо для рівномірно темперованого строю. Однак в натуральному строї залишається невеликий інтервал, названий великою дієсою.
Чиста мала терція має відношення частот {\displaystyle {\frac {6}{5}}}; відповідно чотири терції{\displaystyle \left({\frac {6}{5}}\right)^{4}={\frac {1296}{625}}}.
Октава має відношення {\displaystyle {\frac {2}{1}}={\frac {1250}{625}}} дещо менше. Різниця становить{\displaystyle {\frac {1296}{1250}}={\frac {648}{625}}\approx 62{,}57\;\mathrm {Cent} }.